# (38335) 1999 RN134
1999 RN134 (asteroide 38335) é um asteroide da cintura principal. Possui uma excentricidade de 0.13962420 e uma inclinação de 5.29540º.
Este asteroide foi descoberto no dia 9 de setembro de 1999 por LINEAR em Socorro.